# Hồ Nghĩa Dũng
Hồ Nghĩa Dũng (sinh năm 1950) là một nhà chính trị Việt Nam. Ông từng là Ủy viên Ban Chấp hành Trung ương khóa VIII, IX và X, Bộ trưởng Bộ Giao thông Vận tải Việt Nam từ năm 2006 đến năm 2011. Ông được Quốc hội khóa XII phê chuẩn giữ chức vụ Bộ trưởng Bộ Giao thông Vận tải Việt Nam theo đề nghị của Thủ tướng Chính phủ Nguyễn Tấn Dũng.

## Tiểu sử
Hồ Nghĩa Dũng, sinh ngày 1 tháng 8 năm 1950, sinh ra và lớn lên tại Đà Nẵng; Dân tộc: Kinh; Quê quán phường Thanh Lộc Đán, Quận Thanh Khê, TP. Đà Nẵng
- Chuyên môn: Kỹ sư cán thép. Ông đã tốt nghiệp Đại học Công nghiệp Hungary.
- Ngày 27 tháng 12 năm 1978, gia nhập Đảng Cộng sản Việt Nam; Ngày được công nhận chính thức là ngày 27 tháng 6 năm 1980.
- Ông từng giữ chức Chủ tịch Hội đồng Quản trị Tổng Công ty Thép Việt Nam.
- Ủy viên Ban Chấp hành Trung ương Đảng Cộng sản Việt Nam Khóa VIII, IX, X.
- Ông từng giữ chức Bí thư Tỉnh ủy kiêm Chủ tịch HĐND tỉnh Quảng Ngãi.
- Đại biểu Quốc hội nước Cộng hòa Xã hội Chủ nghĩa Việt Nam khóa XII, Bộ trưởng Bộ Giao thông Vận tải.[1]

## Dự án đường sắt cao tốc Bắc Nam
Trong nhiệm kỳ Bộ trưởng Bộ GTVT của mình, ông đã đề xuất xây dựng đường sắt cao tốc Bắc Nam dài 1570 km, với kinh phí lên tới 55 tỷ USD. Tuy nhiên dự án này sau đó đã bị Quốc hội khóa XII biểu quyết bác bỏ.

## Tranh cãi
Hồ Nghĩa Dũng, sau khi nghỉ hưu 8 tháng với chức vụ Bộ trưởng Bộ Giao thông Vận tải (GTVT), đã tham gia Hội đồng quản trị Công ty Cổ phần đầu tư Đèo Cả, một công ty do ông chỉ định làm nhà đầu tư của dự án xây hầm đường bộ Đèo Cả (một dự án cũng do chính ông ký phê chuẩn khi tại nhiệm). Cựu Phó trưởng Ban tổ chức trung ương, ông Nguyễn Đình Hương, coi việc ông Hồ Nghĩa Dũng nhận trách nhiệm tại công ty Đèo Cả không phải là chuyện tình cờ mà là có chuẩn bị trước và gọi đây là "hành động lót ổ", đồng thời là "một tiền lệ xấu".